# Рембак-пре-Гебвиллер
Рембак-пре-Гебвиллер (фр. Rimbach-près-Guebwiller) — коммуна на северо-востоке Франции в регионе Гранд-Эст (бывший Эльзас — Шампань — Арденны — Лотарингия), департамент Верхний Рейн, округ Тан — Гебвиллер, кантон Гебвиллер. До марта 2015 года коммуна в составе кантона Гебвиллер административно входила в округ Гебвиллер.
Площадь коммуны — 4,84 км², население — 243 человека (2006) с тенденцией к стабилизации: 234 человека (2012), плотность населения — 50,2 чел/км².

## Население
Численность населения коммуны в 2011 году составляла 235 человек, в 2012 году — 234 человека, а в 2012 году — 233 человека.
| 1962 | 1968 | 1975 | 1982 | 1990 | 1999 | 2006 | 2011 | 2012 | 2013 |
| ---- | ---- | ---- | ---- | ---- | ---- | ---- | ---- | ---- | ---- |
| 161  | 164  | 235  | 188  | 223  | 244  | 243  | 235  | 234  | 233  |

Динамика населения:

## Экономика
В 2010 году из 99 человек трудоспособного возраста (от 15 до 64 лет) 63 были экономически активными, 36 — неактивными (показатель активности 63,6 %, в 1999 году — 54,6 %). Из 63 активных трудоспособных жителей работали 57 человек (31 мужчина и 26 женщин), 6 числились безработными (трое мужчин и три женщины). Среди 36 трудоспособных неактивных граждан 10 были учениками либо студентами, 11 — пенсионерами, а ещё 15 — были неактивны в силу других причин.
На протяжении 2011 года в коммуне числилось 56 облагаемых налогом домохозяйств, в которых проживало 124 человека. При этом медиана доходов составила 23246,5 евро на одного налогоплательщика.

## Достопримечательности (фотогалерея)
- Шато
- Грот
- Въезд в коммуну
- Здание мэрии